# Stefano Tempesti
Stefano Tempesti (ur. 9 czerwca 1979) – włoski piłkarz wodny. Srebrny medalista olimpijski z Londynu.
Zawody w 2012 były jego czwartymi igrzyskami olimpijskimi (poprzednie to LIO 2008, LIO 2004, LIO 2000). Włosi w finale przegrali z Chorwatami.